# Ottone di Lovanio
Ottone di Lovanio; in francese: Otton de Louvain (seconda o terza decade dell'XI secolo – 1040 circa) è stato un nobile fiammingo fu conte di Lovanio, dal  1038 alla sua morte.

## Origine
Secondo il Chronicon Sigeberti, riportato nel Recueil des historiens des Gaules et de la France. Tome 11, Ottone era figlio del conte di Lovanio, Enrico I e della moglie, di cui non si conoscono né il nome né gli ascendenti.
Enrico I di Lovanio, secondo il Gesta Episcoporum Cameracensium, liber III era figlio del conte di Lovanio, Lamberto I e come ci conferma la Genealogica comitum Buloniensium di Gerberga di Lorena, che, secondo la Genealogica comitum Buloniensium era la figlia del duca della Bassa Lorena, Carlo  e della moglie Adelaide di Troyes (come conferma la Hugonis Floriacensis, Historia Francorum Senonensis), che era figlia del conte di Meux e conte di Troyes, Roberto di Vermandois.

## Biografia
Di Ottone si hanno notizie molto scarse. L'unica fonte in cui viene citato è il Chronicon Sigeberti, riportato nel Recueil des historiens des Gaules et de la France. Tome 11, in cui viene citato come figlio e successore di Enrico I.
Suo padre, Enrico I, morì nel 1038, come ci viene confermato dal Chronicon Sigeberti, riportato nel Recueil des historiens des Gaules et de la France. Tome 11, ucciso da un tale Ermanno, che era suo prigioniero ed Ottone gli succedette.
Inoltre il Chronicon Sigeberti, riportato nel Recueil des historiens des Gaules et de la France. Tome 11 ci informa che Ottone fu colto da una improvvisa ed immatura morte e gli succedette il fratello di suo padre lo zio, Lamberto detto Baldrico; secondo alcuni Lamberto II divenne conte, usurpando il potere di Ottone.
Invece, secondo la Vita Gudilae (entro 1048-1051) Lamberto II succedette al fratello, Enrico I.

## Discendenza
Di Ottone non si hanno notizie di una eventuale moglie e neppure di una discendenza.

### Fonti primarie
- (LA)  Recueil des historiens des Gaules et de la France. Tome 11.
- (LA)  Monumenta Germaniae Historica, Scriptores, tomus VII.
- (LA)  Monumenta Germaniae Historica, Scriptores, tomus IX.